# Arachnothelphusa sarang
Arachnothelphusa sarang — вид крабів родини Gecarcinucidae. Описаний у 2021 році.

## Поширення
Ендемік малайського штату Саравак на півночі Калімантану. Виявлений у вапнякових печерах в окрузі Бінтулу.